# Andmoreagain
«Andmoreagain» es una canción escrita por el músico estadounidense Arthur Lee e interpretada por la banda Love para su álbum de 1967, Forever Changes. La canción siempre fue interpretada por Lee en sus conciertos, incluso antes de separarse de la banda.

## Composición
Lee ha declarado que la canción es sobre las adicciones y las tentaciones sexuales. La canción está fuertemente orquestada con secciones de cuerdas. Lee canta con una voz suave y de forma murmurante, la cual ha sido comparada con Johnny Mathis. Al igual que en «The Daily Planet» es el único miembro de la banda en aparecer. También es apoyado por los músicos de sesión, Carol Kaye en el bajo eléctrico, Don Randi en el teclado, Billy Strange en la guitarra y Hal Blaine en la batería.

## Recepción de la crítica
Ken Barnes, de USA Today la describió como «tristemente filosófica» y «apocalíptica». Jim Bickhart de Rolling Stone la consideró como una de las mejores canciones del álbum.
Mark Ellingham la incluyó en su libro The Rough Guide Book of Playlists - 5000 Songs You Must Download. Dave Thompson la posicionó en el #564 de su lista de 1,000 Songs That Rock Your World. En 2002, la revista italiana Il mucchio selvaggio la colocó en la lista de 17 Critics & Their Top 50 Songs. La revista Rumore la posicionó en el puesto #296 de las canciones de todos los tiempos.